# Ахо, Себастьян (финский хоккеист)
Себастьян Антеро А́хо (фин. Sebastian Antero Aho; род. 26 июля 1997, Раума, Турку-Пори) — финский хоккеист, нападающий клуба НХЛ «Каролина Харрикейнз». Серебряный призёр чемпионата мира 2016 года в составе сборной Финляндии.

## Личная жизнь
Отец — Харри Ахо, бывший защитник «Кярпята», ныне — спортивный директор клуба. Мать — Леена Ахо. У Себастьяна есть старший брат Самули Габриэль и младшая сестра Анна Катриина.

## Карьера
Дебютировал в сезоне 2013/14 Финской хоккейной лиги за «Кярпят». Выбран во втором раунде драфта НХЛ под общим 35-м номером клубом «Каролина Харрикейнз».
В июне 2016 года подписал трёхлетний контракт новичка с «Каролиной Харрикейнз». Стоимость контракта составила $832 500 за сезон, но если Ахо попадёт в фарм-клуб «Каролины» в АХЛ — «Шарлотт Чекерс», то его оклад составит $70 000. Также Себастьян получил подписной бонус в размере $277 500. Дебютировал в НХЛ 12 октября 2016 года в матче против «Виннипег Джетс». 12 ноября 2016 года забил свой первый гол в НХЛ. 31 января 2017 года сделал свой первый хет-трик в НХЛ, забив три шайбы в ворота «Филадельфии Флайерз».

## Статистика
| Легенда | Легенда                    | Легенда | Легенда                   | Легенда | Легенда    |
| ------- | -------------------------- | ------- | ------------------------- | ------- | ---------- |
| И       | Количество проведённых игр | Штр     | Штрафное время            | +/−     | Плюс-минус |
| Г       | Голы                       | П       | Голевые передачи          | О       | Очки       |
| -       | Статистика неизвестна      | —       | Статистика не учитывалась |         |            |